# I Don't Know What I'm Doing
I Don't Know What I'm Doing è il primo album di Brad Sucks. Pubblicato nel 2003 dall'etichetta indipendente di Berkeley, California Magnatune, tutto il materiale dell'album è stato pubblicato con licenza Creative Commons by-sa. alcune tracce sono state utilizzate per il film Wrath of the 1337 King.

## Tracce
Tutte le tracce di Brad Turcotte
1. Making Me Nervous - 2:37
2. Look and Feel Years Younger - 4:38
3. Fixing My Brain - 3:57
4. Bad Attraction - 3:14
5. Sick as a Dog - 3:14
6. Borderline - 3:14
7. I Think I Started a Trend - 3:04
8. Never Get Out - 2:05
9. Overreacting - 3:32
10. Dirtbag - 3:50
11. Time to Take out the Trash - 2:49
12. Work out Fine - 4:11